# 안암교통
안암교통(安岩交通)은 서울특별시의 마을버스 업체이고, 본사는 서울특별시 성북구 정릉로9나길 49 (정릉동)에 위치해 있다.

## 연혁
- 2002년 1월 9일: 회사 설립

## 보유노선
- ● 성북04번: 성신여대입구역 ~ 신설동역 (구 성북마을 6번)

## 보유 차종
- 자일대우버스 - NEW BS090
- KGM커머셜 - 스마트 093, C090 전기버스